# Acacia pellita
Acacia pellita é uma espécie de leguminosa do gênero Acacia, pertencente à família Fabaceae.